# Ada Karmi-Melamede
Ada Karmi-Melamede (24 de desembre de 1936, Tel-Aviv) és una arquitecta israeliana.

## Biografia
Karmi-Melamede va nàixer el 24 de desembre de 1936 a Tel-Aviv, quan estava sota el Mandat Britànic de Palestina (ara Israel). Va estudiar a l'Architectural Association School of Architecture a Londres de 1956 a 1959 i a l'Institut Tecnològic d'Israel - Technion a Haifa de 1961 a 1962, on es va graduar en 1963. Ha sigut professora als Estats Units d'Amèrica, primer a la Universitat de Colúmbia i posteriorment a la Universitat Yale i a la Universitat Estatal de Pennsilvània.
En 1986 va guanyar al costat del seu germà Ram Karmi una competició internacional per dissenyar l'edifici de la Cort Suprema d'Israel, inaugurada en 1992. El crític d'arquitectura del The New York Times Paul Goldberger va escriure sobre el disseny, "l'agudesa de la tradició arquitectònica mediterrània i la dignitat de la llei estan aquí casades amb gràcia notable".

## Premis
- En 2007, Karmi-Melamede va ser guardonada amb el Premi Israel d'arquitectura.[4][5] Son pare, Dov Karmi, havia rebut el mateix premi en 1957, i el seu germà Ram Karmi el va guanyar en 2002.
- Premi Sandberg